# Milomir Stakić
Milomir Stakić, född 1962 i Marićka, Prijedor, Bosnien och Hercegovina, är en bosnienserb som blev åtalad för folkmord, delaktighet i folkmord, brott mot krigets lagar och brott mot mänskligheten av Internationella krigsförbrytartribunalen för det forna Jugoslavien för sina handlingar i Prijedor-regionen under bosnienkriget.
I valet 1991 blev han vice ordförande i Prijedors kommunfullmäktige som medlem av Serbiska demokratiska partiet (SDS). Stakić bildade en parallell administration i regionen och öppnade flera koncentrationsläger för lokala bosniaker och kroater i Prijedor.
Han åtalades av Internationella krigsförbrytartribunalen för det forna Jugoslavien på åtta punkter, bland annat folkmord och förintelse, utvisning och förföljelse genom att han låtit förstöra byar, moskéer och katolska kyrkor. Han blev slutligen dömd på fem åtalspunkter, samtidigt som han frikändes för personligt ansvar i folkmordet. Han dömdes till livstids fängelse, men genom överklaganden minskades hans straff till fyrtio år.